# Nirrojärvi
Nirrojärvi är en sjö i Finland. Den ligger i kommunen Muonio i landskapet Lappland, i den norra delen av landet, 900 km norr om huvudstaden Helsingfors. Nirrojärvi ligger 250,3 meter över havet. Arean är 77,4 hektar och strandlinjen är 4,34 kilometer lång. Sjön  ingår i Torne älvs huvudavrinningsområde. 